# 飾帶稚脂鯉
飾帶稚脂鯉，為輻鰭魚綱脂鯉目脂鯉亞目上口脂鯉科的其中一個種，分布於南美洲亞馬遜河、巴拉圭河、聖弗朗西斯科河、巴拉那河流域，體長可達30公分，棲息在植被生長茂密的水域，生活習性不明，可作為觀賞魚。